# Ynys Vectis
Ynys Vectis è il nome con il quale si identifica un regno britanno altomedievale, corrispondente all'isola di Wight.
Dopo la partenza dei Romani dalla Britannia, Beda narra che l'isola di Wight, come gran parte dell'Hampshire e del Kent furono invasi dagli Juti nel V secolo. Secondo la Cronaca anglosassone nel 534 Cerdic, insieme al figlio Cynric del Wessex, invasero e conquistarono l'isola, scacciando probabilmente i Romano-Britanni che vi vivevano.
La Cronaca afferma poi che l'isola fu data ai nipoti di Cerdic, che erano Juti: Stuf e Wihtgar (non si sa se Wihtgar sia veramente esistito). L'isola e la costa adiacente dell'Hampshire meridionale divenne un regno juto sotto il comando di Stuf e dei suoi successori fino al 661 quando fu invaso da re Wulfhere di Mercia che impose il Cristianesimo nell'isola. Ma quando il re merciano tornò nella sua terra, gli abitanti dell'isola reintrodussero subito il Paganesimo. Nel 685 Wight fu invasa da re Caedwalla del Wessex: il sovrano juto Arwald morì in battaglia e i nipoti furono consegnati a Caedwalla, fatti convertire al Cristianesimo e poi giustiziati. Caedwalla morì dopo un po' di tempo a seguito delle ferite ricevute in battaglia, non prima però di aver sterminato gran parte della popolazione dell'isola, che di fatto entrò a far parte del regno del Wessex dal 685 circa e poi parte dell'Inghilterra quando i sovrani del Wessex divennero sovrani delle isole britanniche. L'isola di Wight divenne parte della comarca dell'Hampshire e fu divisa in centene com'era la norma.